# Warren Foster
Warren Foster est un scénariste, animateur et compositeur américain né le 24 octobre 1904 à Brooklyn, New York (États-Unis), décédé le 13 décembre 1971 à San Clemente (États-Unis).

## Filmographie
- 1941 : Porky's Snooze Reel
- 1942 : The Hep Cat
- 1942 : A Tale of Two Kitties
- 1943 : Tin Pan Alley Cats
- 1944 : Tick Tock Tuckered
- 1944 : Swooner Crooner
- 1944 : Angel Puss
- 1944 : Booby Hatched
- 1944 : The Stupid Cupid
- 1945 : A Tale of Two Mice
- 1945 : Wagon Heels
- 1946 : Book Revue
- 1946 : Baby Bottleneck
- 1946 : Daffy Doodles
- 1946 : Walky Talky Hawky
- 1946 : The Mouse Merized Cat
- 1947 : One Meat Brawl
- 1947 : Birth of a Notion
- 1947 : Hobo Bobo
- 1947 : Crowing Pains
- 1948 : The Shell Shocked Egg
- 1948 : The Foghorn Leghorn
- 1948 : A Horsefly Fleas
- 1953 : Tom Tom Tomcat
- 1958 : Roquet belles oreilles (The Huckleberry Hound Show) (série télévisée)
- 1959 : Mexicali Shmoes
- 1959 : Quick Draw McGraw (série télévisée)
- 1964 : C'est Yogi l'ours (Hey There, It's Yogi Bear)
- 1966 : The Man Called Flintstone
- 1986 : Happy New Year, Charlie Brown! (TV)